# 布龙德洛
布龙德洛（義大利語：Brondello），是意大利库内奥省的一个市镇。总面积9平方公里，人口320人，人口密度35.6人/平方公里（2009年）。ISTAT代码为004032。